# Вільшанка (притока Бухти)
Вільшанка — річка в Україні у Львівському районі Львівської області. Ліва притока річки Бухти (басейн Вісли).

## Опис
Довжина річки приблизно 9,57 км, найкоротша відстань між витоком і гирлом — 7,53  км, коефіцієнт звивистості річки — 1,27 . Формується багатьма струмками.

## Розташування
Бере початок на північно-західних схилах безіменної гори (341,4 м) у дубовому лісі. Тече переважно на північний схід через село Радохинці і у селі Гусаків впадає у річку Бухту, праву притоку річки Вігору.